# Uitzending door derden
De uitzendingen door derden waren uitzendingen op de Belgische publieke omroepen (VRT en RTBF) door levensbeschouwelijke bewegingen, politieke partijen of beroepsverenigingen.

## Vlaanderen
De uitzendingen door derden kenden hun oorsprong in het decreet betreffende het statuut van de Belgische Radio en Televisie, Nederlandstalige uitzendingen (19 december 1979). Binnen dit decreet werd de oprichting van zendgemachtigde verenigingen mogelijk. Volgens de bepalingen van dit decreet kregen de derden 50% van de zendtijd die aan de nieuwsdienst was toebedeeld. Naast de politieke en levensbeschouwelijke derden waren dit de  beroepsverenigingen die zitting hadden in de Gewestelijke Economische Raad voor Vlaanderen. Het decreet van 22 december 1982 bracht het aantal uitzenduren naar 120 uren, verspreid over de twee BRT-televisienetten.
Op basis van deze bepalingen werden de meesten van deze derden opgericht in 1980 en de eerste uitzendingen gingen van start omstreeks maart 1981. De erkenning door het Ministerie van de Vlaamse Gemeenschap vond plaats op 26 mei 1982.

### Politieke derden
- Christen-democratische omroep (CDO), gelieerd aan de CVP
- Socialistische Omroep Maatschappij (SOM), gelieerd aan de SP
- Liberale Radio-omroep (LIBRADO), gelieerd aan de PVV
- Groene Omroep (GROM), gelieerd aan Agalev
- Vlaams-Nationale Omroepstichting (VNOS), gelieerd aan de Volksunie
- Nationalistische Omroepstichting, gelieerd aan het Vlaams Blok
- Nederlandse Omroepstichting (NOS), gelieerd aan de RAD

In 2002 werden de uitzendingen door politieke derden stopgezet (decreet van 6 juli 2001).

### Levensbeschouwelijke derden
- Het Vrije Woord (HVW, vrijzinnigen)
- Katholieke Televisie- en Radio-Omroep (KTRO, katholieken)
- Protestantse Omroep (PRO, protestanten)
- Israëlitische Godsdienstige Uitzendingen (IGU, joodse gemeenschap)

later kwamen daar nog bij:
- Orthodoxe uitzendingen (1994[4], orthodoxen)
- Evangelische Radio- en Televisie Stichting (ERTS, 1995[5], evangelischen)
- Moslim Televisie en Radio Omroep (MTRO, 2011[6], moslims)

Uit een parlementaire vraag van Paul Delva (CD&V) aan toenmalig Vlaams minister van Media Ingrid Lieten (sp.a) uit 2012 bleek het gemiddeld kijkbereik van de levensbeschouwelijke derden in 2011 als volgt: IGU (40.884, 2 uitzendingen), HVW (38.388, 26 uitzendingen), PLO/ERTS (35.799, 10 uitzendingen), Orthodoxe uitzendingen (27.942, 4 uitzendingen), KTRO (24.810, 44 uitzendingen) en de MTRO (16.454, 5 uitzendingen). Voor het radiobereik waren de cijfers als volgt: PRO/ERTS (40.918), Orthodoxe uitzendingen en IGU (samen gemiddeld 36.825), HVW (33.039), KTRO (32.547) en de MTRO (33.795).
In 2015 werd door toenmalig Vlaams minister van Media Sven Gatz (Open Vld) besloten de uitzendingen van levensbeschouwelijke derden stop te zetten op 31 december 2015.

### Beroepsverenigingsderden
- Teleon, gelieerd aan het VEV
- Middenstandstribune, gelieerd aan het NCMV
- Stichting Syndicale Omroep (STISO), gelieerd aan het ABVV
- ACV Informatief, gelieerd aan het ACV
- Liberale Omroepsvereniging, gelieerd aan het ACLVB
- Agrarische TV en Radio-omroep, gelieerd aan de Boerenbond

Ten gevolge van het decreet betreffende de omzetting van de BRTN in een nv van publiek recht (29 april 1997) en daaropvolgende besluit van de Vlaamse regering van 9 december 1997 werden de uitzendingen door SERV-derden afgeschaft vanaf 1 januari 1998.